# Ганс-Адольф фон Аренсторфф
Ганс-Адольф фон Аренсторфф-Ойле (нім. Hans-Adolf von von Arenstorff-Oyle 18 жовтня 1895, Марклое, Німецька імперія — 5 травня 1952, с. Бранцівка, Краснопільський район
, Сумська область Українська РСР) — німецький воєначальник і землевласник, генерал-майор вермахту. Кавалер Німецького хреста в золоті.

## Біографія
Представник знатного роду Аренсторфф. Син власника лицарської мизи Альтвіга фон Аренсторффа і його дружини Вільгельміни, уродженої Вайц фон Ешен. Сам Ганс-Адольф був власником двох маєтків — Ойле (150 гектарів) і Лое (100 гектарів) в районі Нінбурга.
8 серпня 1914 року вступив у 2-й ганноверський драгунський полк №16 Прусської армії. Учасник Першої світової війни. З 12 липня 1915 року — командир великого вантажного поїзда земельної штурмової дивізії «Геріке». З 5 серпня 1915 року — командир штабної варти своєї дивізії. З 8 квітня 1916 року — офіцер ескадрону 2-го ганноверського драгунського полку №16. З 9 серпня 1916 року — командир гвардійського взводу 9-го армійського корпусу, з 1 травня 1917 року — взводу 90-го фузілерного полку. З 29 червня 1917 року служив в штабі 17-ї піхотної дивізії. З 1 листопада 1917 року — ордонанс-офіцер в штабі 34-ї піхотної бригади.
Після закінчення війни продовжив службу в рейхсвері. З 1 травня 1919 року служив в штабі піхотного командира 9. З 1 квітня 1920 року — ордонанс-офіцер в штабі навчального командування Альтони. З 1 жовтня 1921 року служив в 2-му (Ганновер), з 1 квітня 1924 року — в 4-му ескадроні (Люнебург) 13-го кінного полку. З 1 червня 1929 року — командир 1-го ескадрону 18-го кінного полку (Людвігсбург), з 1 жовтня 1933 року — 3-го ескадрону 13-го кінного полку (Люнебург). З 15 жовтня 1935 року служив в штабі полку. З 6 жовтня 1936 року — командир 1-го батальйону 13-го кавалерійського полку (Люнебург).
З 26 серпня 1939 року — командир 152-го розвідувального дивізіону. З 10 грудня 1940 року служив в штабі 5-ї стрілецької бригади. З 14 травня 1941 року — командир 79-го стрілецького полку, з 11 січня 1942 року — 16-ї стрілецької бригади, з листопада 1942 року — 60-ї піхотної дивізії, яка брала участь у боях під Сталінградом, а наприкінці 1942 року потрапила в оточення і була знищена.
2 січня 1943 року взятий в полон радянськими військами. В грудні 1944 року підписав звернення «До народу і вермахту», яке закликало припинити війну. Був засуджений до 25 років виправно-трудових таборів. Помер в Сумському таборі військовополонених № 134.

## Сім'я
15 вересня 1922 року одружився з баронесою Дагмар Райхлін фон Мельдегг. В пари народились 3 сини (1926, 1932, 1939) і 2 дочки (1923, 1935).

## Звання
- Фанен-юнкер (8 серпня 1914)
- Фанен-юнкер-унтерофіцер (25 грудня 1914)
- Фенріх (8 травня 1915)
- Лейтенант без патенту (8 травня 1915) — 11 вересня 1915 року отримав патент.
- Оберлейтенант (31 липня 1925)
- Ротмістр (1 квітня 1930)
- Майор (1 грудня 1935)
- Оберстлейтенант (1 січня 1939)
- Оберст (1 листопада 1941)
- Генерал-майор (1 січня 1943)

## Нагороди
- Залізний хрест
  - 2-го класу (3 травня 1915)
  - 1-го класу (20 травня 1918)
- Хрест «За військові заслуги» (Мекленбург-Шверін)
  - 2-го класу (2 серпня 1917)
  - 1-го класу (12 лютого 1919)
- Ганзейський хрест (Бремен; 3 лютого 1918)
- Орден Святого Йоанна (Бранденбург), почесний лицар
- Почесний хрест ветерана війни з мечами
- Медаль «За вислугу років у Вермахті»
  - 4-го, 3-го і 2-го класу (18 років; 2 жовтня 1936) — отримав 3 нагороди одночасно.
  - 1-го класу (25 років; 1939)
- Застібка до Залізного хреста 2-го і 1-го класу
- Нагрудний знак «За танкову атаку» в бронзі
- Німецький хрест в золоті (14 січня 1942)
- Медаль «За зимову кампанію на Сході 1941/42»